# 시레네

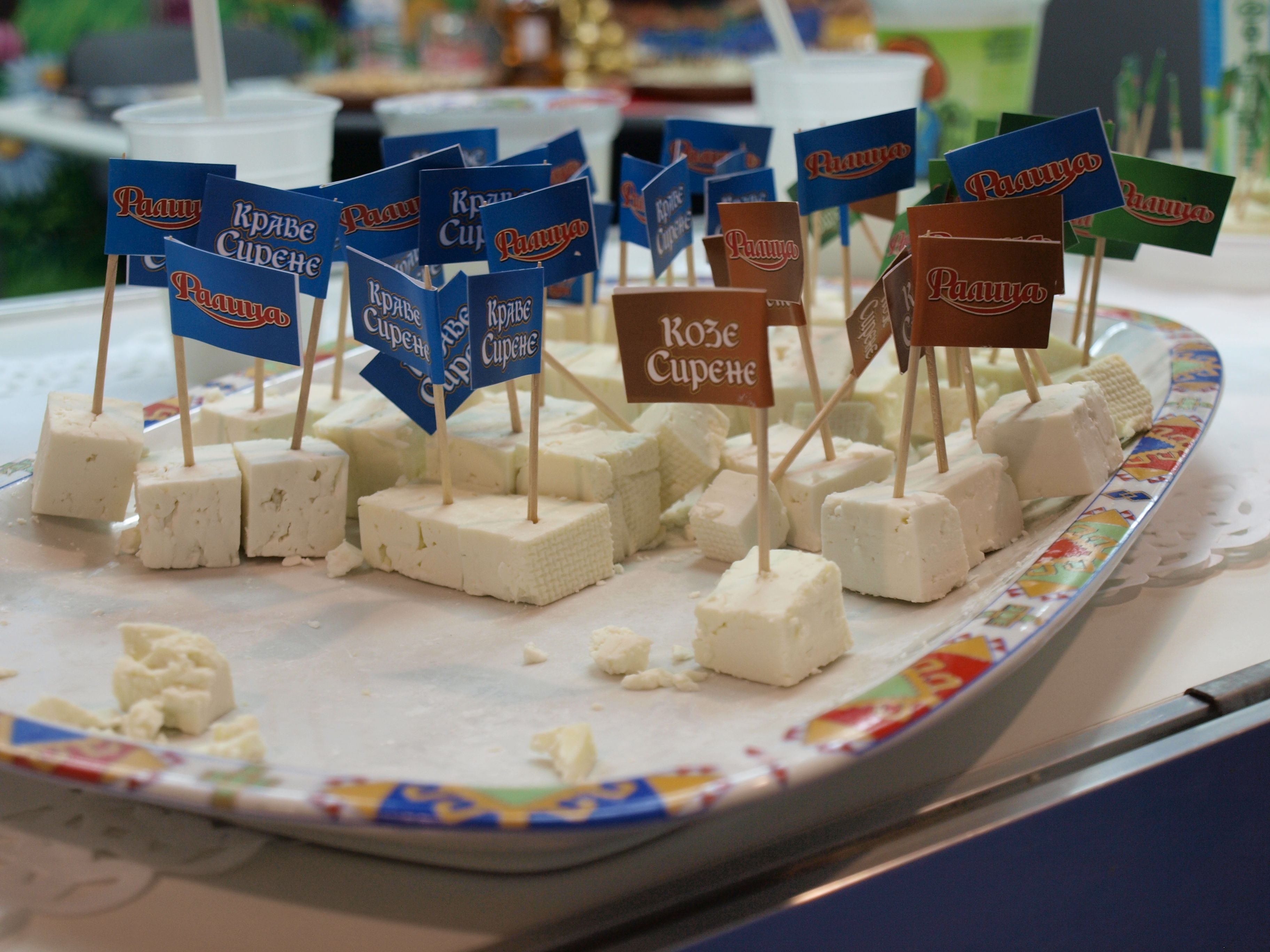

시레네(불가리아어: сирене [ˈsirɛnɛ], 마케도니아어: сирење, 세르비아어: сир/sir, 알바니아어: djathë i bardhë)는 "하얀 소금물 시레네"(불가리아어: бяло саламурено сирене)으로도 알려진 염지 치즈의 일종이다. 남동부 유럽, 특히 불가리아, 세르비아, 몬테네그로, 보스니아 헤르체고비나, 북마케도니아, 루마니아, 알바니아, 그리스 및 이스라엘과 레바논에서 인기가 있다. 이 음식은 염소, 양, 소, 버팔로 또는 이들의 혼합물의 우유로 만들어진다. 44~48%의 지방을 포함하는 건조 물질의 최소 46~48%로 약간 부서지기 쉽다. 일반적으로 블록으로 생산되며 약간 거친 질감이 있다. 이 음식은 테이블 치즈, 샐러드 및 베이킹에 사용된다.

## 조리
시레네는 요거트와 함께 발칸 반도의 모든 국가의 국민 음식이며 국가 및 지역에 따라 다양하다.
시레네를 사용하는 전통 요리는 다음과 같다.
수프: 시레네(сиренява чорба)를 넣은 감자 또는 야채 수프.
샐러드: 토마토, 피망, 오이, 양파, 시레네를 곁들인 쇼프스카(Shopska) 샐러드. 위에서 언급한 야채, 치즈, 햄, 삶은 계란, 올리브를 곁들인 Ovcharska 샐러드("양치기 샐러드"). 시레네를 곁들인 토마토는 여름 동안 전통적인 가벼운 샐러드이다.
계란: 시레네를 곁들인 계란 후라이와 오믈렛. 요거트, 마늘, 파슬리, 호두 소스를 곁들인 으깬 시렌 위에 삶은 계란도 인기가 있다.
파스타와 옥수수 가루: 아침 식사로는 시레네와 설탕을 곁들인 마카로니 또는 납작한 국수(불가리아어: "юфка, yufka")가 인기가 있다. 카차막(Kachamak)은 항상 시레네와 함께 먹는다.
생과자: 전통적인 바니차(banitsa) 및 다른 종류의 생과자도 시레네로 만들어진다.
박제 고추는 더 자주 쌀로 채워지지만 시레네와 계란으로 채워지기도 한다.
또한 애피타이저로 소비된다.

## 같이 보기
- 흰 치즈